# Youngblood (Audrey-Horne-Album)
Youngblood ist das vierte Studioalbum der norwegischen Hard-Rock-Band Audrey Horne. Es erschien am 25. Januar 2013 in Norwegen und am 1. Februar 2013 im deutschsprachigen Raum bei Napalm Records.

## Entstehung

### Songwriting
Die Lieder für das Album entstanden im Jahre 2012. Im Gegensatz zu den ersten drei Alben, wo die Musik hauptsächlich von den Gitarristen Arve Isdal und Thomas Tofthagen geschrieben wurde, entstanden die Lieder durch gemeinsame Jamsessions im Proberaum. Beteiligt war auch der Bassist Espen Lien, der bereits seit 2009 als Livemusiker die Band unterstützte und schließlich zum festen Bandmitglied wurde.

„Anfangs war es schwer und seltsam, besonders für Thomas [Tofthagen] und mich, etwas „Kontrolle“ abzugeben. Wir fanden aber schnell heraus, dass wir mit dieser Arbeitsweise mehr aus unserem Potential herausholen konnten“

Laut Isdal hatte Neuzugang Espen Lien einen großen Anteil daran, dass einige Lieder einfacher strukturiert sind als in der Vergangenheit. Wenn Isdal Vorschläge machte, wiederholte Riffs mit unterschiedlichen Noten zu spielen regte Lien an, die Riffs simpel zu halten und stellte Vergleiche zur Band Van Halen her. Viele Lieder wurden um die vom Sänger Torkjell Rød verfassten Gesangslinien herum aufgebaut. Ein weiterer Unterschied zum Vorgängeralbum ist die niedrigere Anzahl an Harmoniegesängen und das höhere Tempo der Lieder.

### Aufnahmen
Für den September des Jahres war eine Europatournee im Vorprogramm von Kill Devil Hill geplant, die jedoch abgesagt werden musste. Daraufhin begannen in den Duper Studios im norwegischen Bergen unter der Leitung von Even Johansen die Aufnahmen. Gitarre, Bass und Schlagzeug wurden unter Livebedingungen aufgenommen. Als Gastmusiker trat der Toningenieur Ivar Sandøy auf, der bei dem Lied This Ends Here Kastagnetten beisteuerte. Die Keyboards spielte Kim Gulbrandsen ein, der schon seit Jahren zur Livebesetzung der Band gehört. Der Gesang und die Keyboards wurden in Evan Johansens Studio aufgenommen. Gemischt und gemastert wurde Youngblood von Jørgen Træen. Insgesamt dauerten die Aufnahmen rund drei Wochen.

## Veröffentlichung
Im November 2012 unterschrieb die Band einen Vertrag bei ihrer neuen Plattenfirma Napalm Records. Sänger Torkjell Rød begründete den Schritt damit, dass sich Napalm Records am stärksten um die Band bemüht hat und das die Band dort Priorität genießt. Ein weiteres Argument für die Musiker war, dass Napalm Records in den letzten Jahren verstärkt Bands aus dem Bereich Hard Rock unter Vertrag genommen hat.
Neben der regulären Version des Albums gibt es eine limitierte Edition, die neben den elf Liedern des Albums zusätzlich das Lied I Wanna Know You sowie Demoversionen der Lieder This Ends Here und The Open Sea enthält. Darüber hinaus gibt es zwei Versionen auf Schallplatte, die neben den Bonustiteln der limitierten CD-Version noch eine Demoversion des Liedes Show and Tell enthält. Außerdem liegen den Schallplatten eine CD und ein Poster bei. Die Version auf transparentem Vinyl ist auf 400, die Version auf himmelblauem Vinyl ist auf 100 Exemplare limitiert.
Das Albumcover wurde vom Sänger Torkjell Rød entworfen und lehnt sich an dem Covermotiv des Kiss-Albums Rock and Roll Over an. Das Motiv soll laut Rød die Einigkeit innerhalb der Band und das neue Energie-Level, das die Musik auf dem Album innehat, ausdrücken. Für das Lied Redemption Blues wurde ein Musikvideo gedreht.

## Hintergrund
Laut dem Gitarristen Arve Isdal soll der Albumtitel Youngblood ausdrücken, wie sich die Musiker bei den Aufnahmen gefühlt haben.

„Wir haben alle unsere Gedanken zurückgedreht in die Zeit, als wir 16 Jahre alt waren. In einer Band zu spielen und Musik zu machen war das einzige, was wirklich wichtig war.“

Redemption Blues ist ein Lied über das Trinken von Alkohol. Das Titellied handelt davon, dass Erfahrung und Ehrlichkeit jederzeit über Geldgier siegt. Als Beispiel nannte Sänger Torkjell Rød dass man in der Regel scheitert, wenn man sich hinsetzt und versucht, einen Hit zu schreiben. Wenn man jedoch versucht, ein gutes Lied zu schreiben, werden die Menschen dies erkennen und daraus einen Hit machen.
In There Goes a Lady geht es um eine schmerzhafte Beziehung, die der Mann beenden sollte, es aber nicht will. Sänger Torkjell Rød benutzt dabei die Sirenen aus der griechischen Mythologie als Metapher. Show and Tell kritisiert Facebook dafür, dass es sämtliche Informationen, die man dem sozialen Netzwerk offenbart, sammelt und sich davon ein Bild der Nutzer zu machen.
Das Lied Pretty Little Sunshine ist allen verrückten Menschen gewidmet, die diese Welt interessanter machen. This Ends Here handelt von einem unehelichen Sohn einer Piratin, der in seinem Leben einen Punkt erreicht, von dem es kein Zurück mehr gibt.

## Rezeption

### Rezensionen
Das deutsche Magazin Metal Hammer wählte Youngblood zum Album des Monats Februar 2013. Matthias Weckmann lobte die „außergewöhnliche Leichtigkeit, mit der das Quintett durch die sechziger, siebziger und achtziger Jahre düst und dabei noch aufsehenerregende Melodielinien hat“ und vergab sechs von sieben Punkten. Allerdings kritisierte Weckmann das „gräßliche Cover“, mit dem man „nicht mal im Kunstunterricht der Anonymen Kurzsichtigen Applaus erntet“. Im Rock Hard wurde Youngblood ebenfalls zum Album des Monats gekürt. Andreas Himmelstein hob die „erstklassige Gitarrenarbeit“ hervor sowie „fantastische, supereingängige, aber niemals anbiedernde Melodien in den Refrains, die Audrey Horne zu den aufregendsten Rock-’n’-Roll-Bands der aktuellen Szene machen“. Himmelstein vergab acht von zehn Punkten.
Peter Kubaschk vom Onlinemagazin Powermetal.de bezeichnete es als „allergrößte Kunst, in Zeiten des Retro- & Classic-Rock-Hypes ein Album aufzunehmen, das zwar ebenfalls eindeutig von den Größen der Siebziger beeinflusst wurde, aber dennoch zeitgemäß und absolut eigenständig klingt“.
Dafür vergab er neun von zehn Punkten. Peppe von undergrounded.de schrieb, dass „die Melancholie der Vorgängeralben ist einer deutlich härteren musikalischen Gangart gewichen sei“. Audrey Horne würden das Vakuum zwischen Rock und Heavy Metal mit guten, kurzweiligen Songs, die dem Hörer auf jeden Fall in Erinnerung bleibenden füllen. Er bewertete das Album mit 7,5 von 10 Punkten.

### Chartplatzierungen
| ChartsChartplatzierungen | Höchstplatzierung | Wochen |
| ------------------------ | ----------------- | ------ |
| Deutschland (GfK)        | 66 (1 Wo.)        | 1      |
| Norwegen (IFPI)          | 10 (3 Wo.)        | 3      |

Erstmals erreichte die Band Chartplatzierungen außerhalb ihres Heimatlandes. 

### Auszeichnungen
Das norwegische Magazin Metal Hammer kürte Youngblood zum Album des Jahres 2013.